# Izatha minimira
Izatha minimira là một loài bướm đêm thuộc họ Oecophoridae. Nó là loài đặc hữu của New Zealand, ở đó nó chỉ có ở bắc đảo North, từ Northland tới vịnh Plenty.
Sải cánh dài khoảng 12.5 mm đối với con đực và 13–17.5 mm đối với con cái. Con trưởng thành bay vào tháng 1, tháng 2, tháng 3 và tháng 4.